# Джентри, Элвин
Э́лвин Ха́уард Дже́нтри (англ. Alwyn Howard Gentry или англ. Alwyn Gentry, 6 января 1945 — 3 августа 1993) — американский ботаник, коллекционер растений и писатель.

## Биография
Родился в Канзасе 6 января 1945 года.
В 1969 году он получил степень магистра в Висконсинском университете в Мадисоне, защитив диссертацию по роду Табебуйя семейства Бигнониевые Центральной Америки — предмету, который он продолжал изучать в Университете Вашингтона в Сент-Луисе, штат Миссури, в котором он получил докторскую степень в 1972 году с диссертацией доктора философии под названием An Eco-evolutionary Study of the Bignoniaceae of South Central America.
Джентри был продуктивным ботаником, плодовитым писателем, энергичным учителем и лидером в борьбе за сохранение оставшихся тропических лесов мира, особенно в Южной Америке. Элвин Ховард посвятил значительную часть своей энергии поощрению и оказанию помощи студентам из США, Южной Америки и других стран. Джентри был хорошим корреспондентом. Он собрал более 70000 образцов растений. Джентри внёс значительный вклад в ботанику, описав множество видов растений.
Погиб 3 августа 1993 года в авиакатастрофе в Эквадоре в возрасте 48 лет. Его смерть стала серьёзным ударом по тропической ботанике и охране природы.